# Iskar-Schlucht
Die Iskar-Schlucht (bulgarisch Искърски пролом [ɪskɤrski pɾoɫom] oder Искърскo дефиле [ɪskɤrskɔ dəfɪʟə]) ist eine etwa 65 km lange Schlucht in Bulgarien, durch die der Fluss Iskar das Balkangebirges nordwärts quert. 
Die Schlucht ist im Alttertiär antezedent entstanden; der schon bestehende Fluss schnitt sie also während der Hebung des Gebirges ein und formte so eine der schönsten Naturlandschaften Bulgariens. Den Fluss säumen zahlreiche Felsgebilde und Felswände, und die Höhenunterschiede zwischen der Schluchtsohle und den umliegenden Berggipfeln erreichen 1000 Meter. 
Die Schlucht ermöglicht eine wichtige Verkehrsverbindung zwischen West- und Nordwestbulgarien. Die Hauptstraße II-16 (Novi Iskar – Swoge – Mesdra) und die zweigleisige Bahnstrecke Sofia–Warna verlaufen entlang des Iskar.

## Galerie

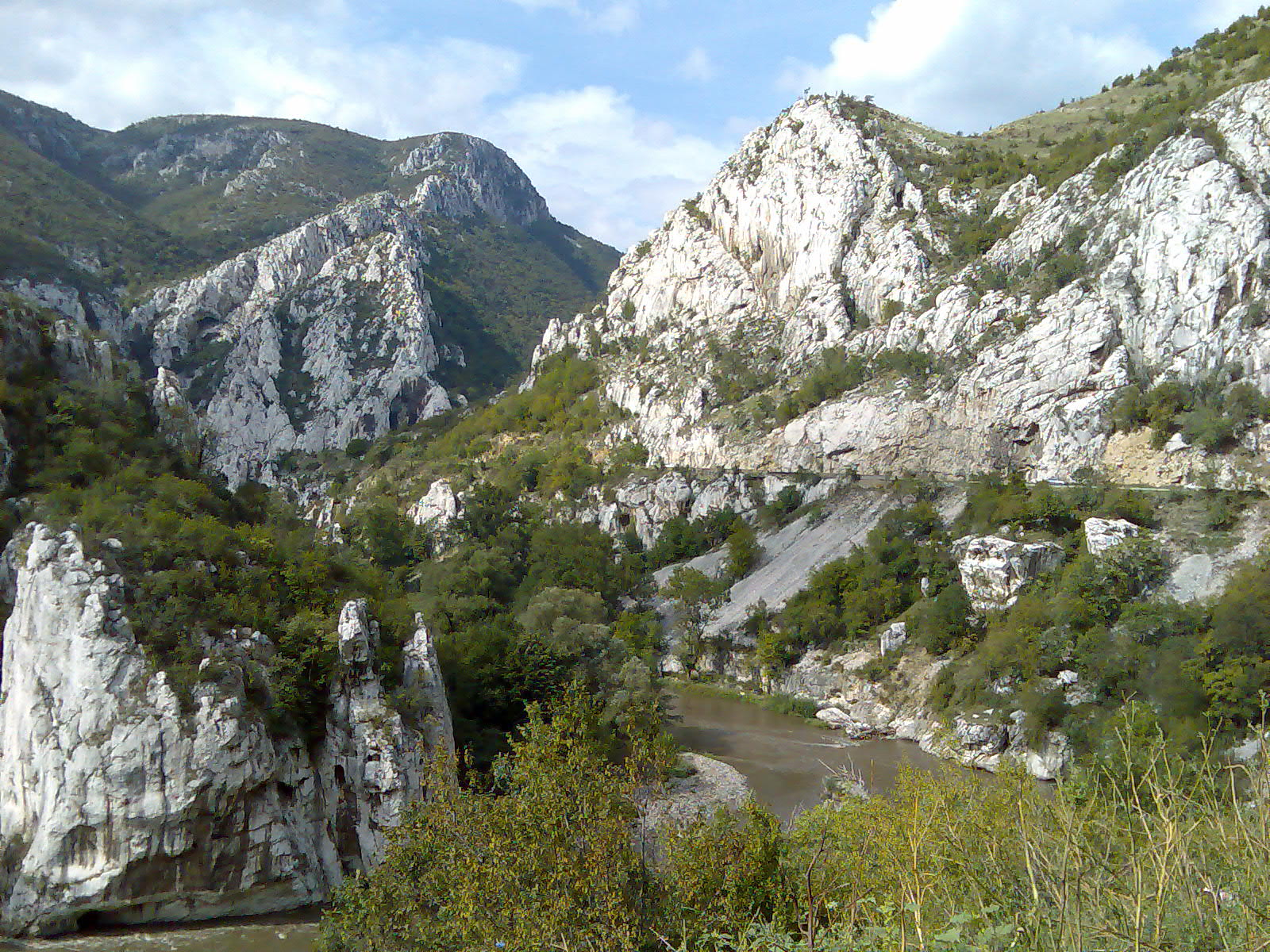
Die Iskar-Schlucht in der Nähe von Mesdra
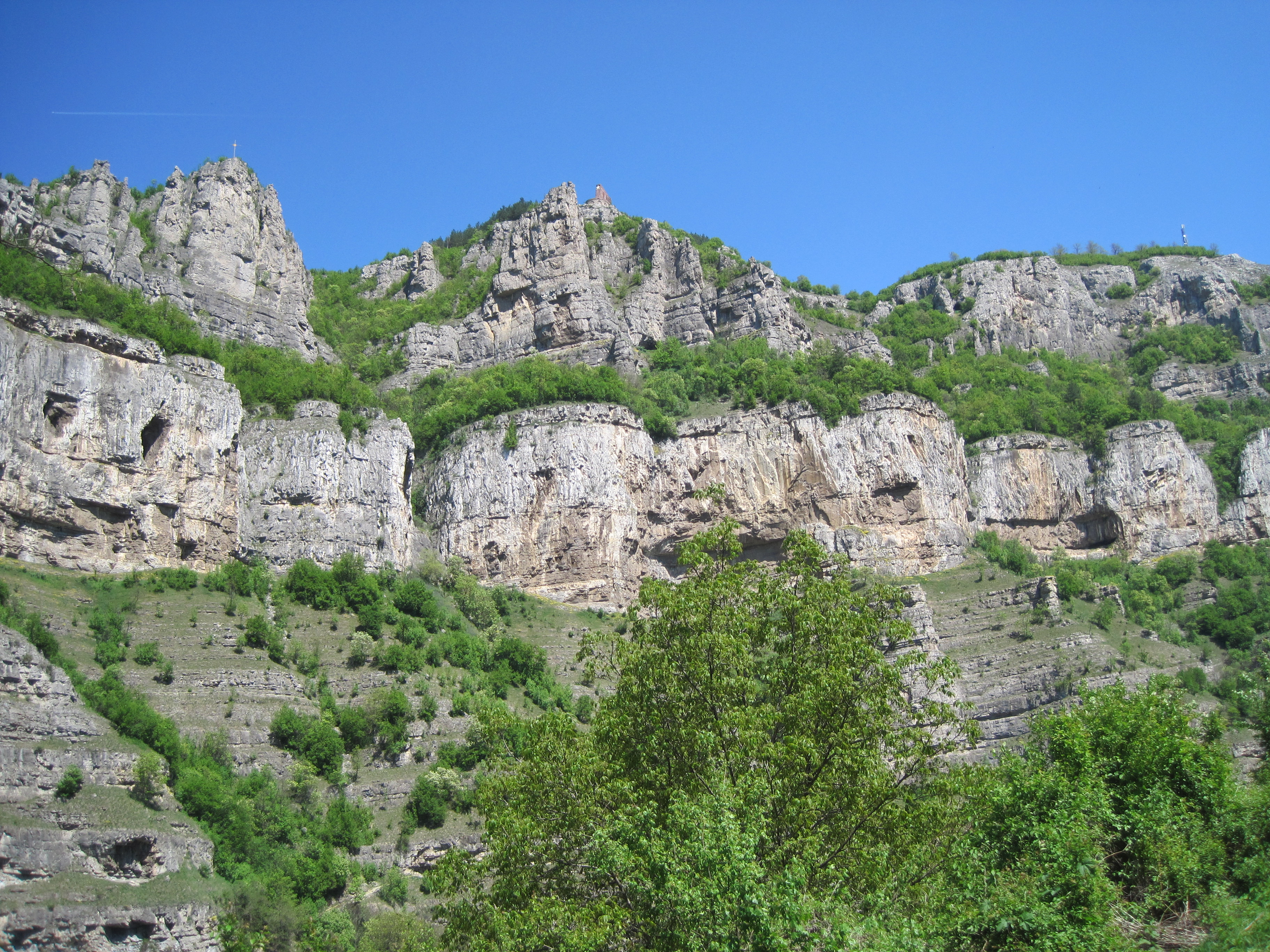
Die Felsen in der Nähe des Bahnhofs Lakatnik sind ein beliebtes Ausflugsziel für Touristen und Bergsteiger
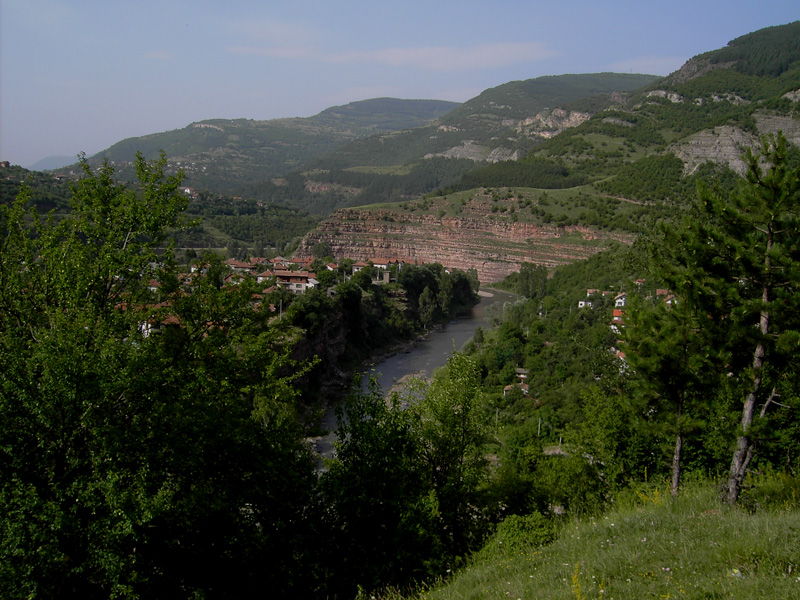
Die Iskar-Schlucht im Sommer
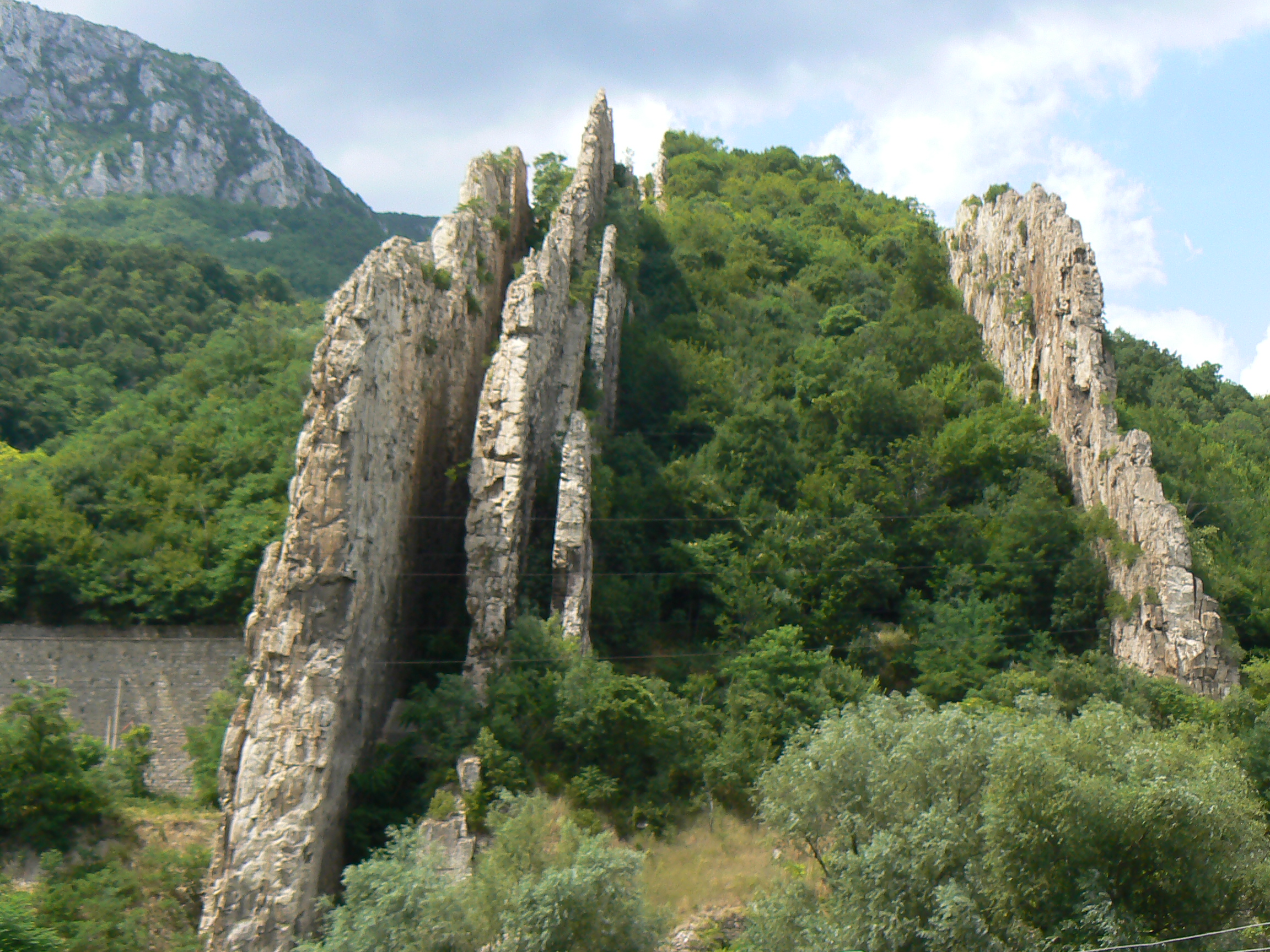
Die Felsformation „Ritlite“ am linken Ufer des Iskar
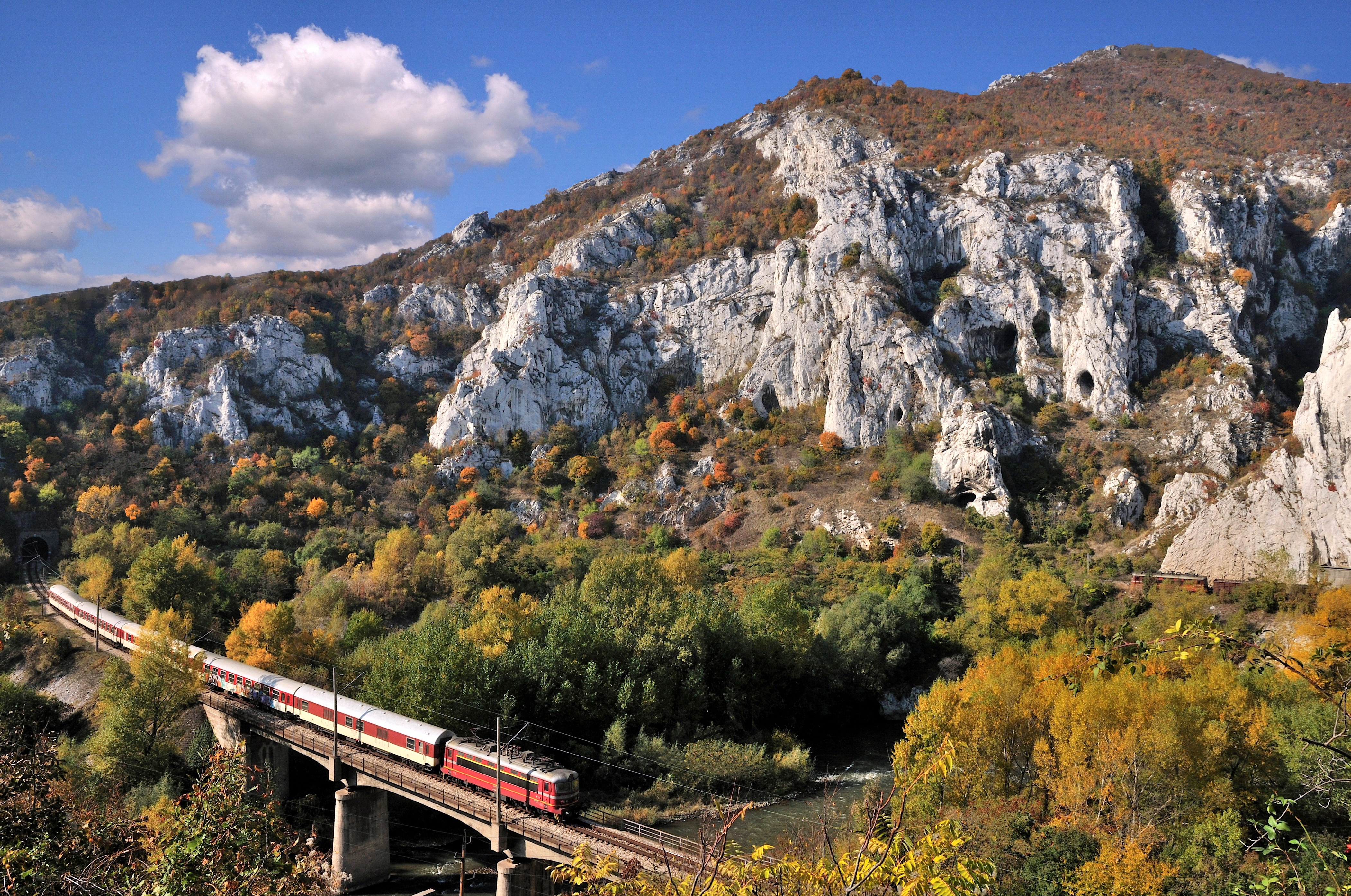
Züge auf der Bahnstrecke entlang des Iskar

Koordinaten: 43° 2′ 36″ N, 23° 21′ 10″ O